# The Melrose Years
The Melrose Years es el trigésimo segundo álbum de estudio del grupo alemán de música electrónica Tangerine Dream. Publicado en 2002 por el sello TDI destaca por ser un álbum triple en el que el grupo regrabó los tres álbumes de estudio que compusieron durante su etapa en el sello discográfico Private Music a finales de los años 80.

## Producción
Grabado en los estudios Estagate de Viena a lo largo de 2002 Edgar Froese y Jerome Froese publicaron a finales del año este álbum triple completamente regrabado con la participación de músicos habituales en esta etapa del grupo tanto en estudio como en directo: Mark Hornby, Iris Camaa, Linda Spa, Jack Liberty y Lerk Andebracht. Se trató de una edición limitada y numerada de 1.000 copias de las cuales las primeras 300 estaban dedicadas por el grupo. 
A diferencia de los álbumes originales, Optical Race (1988), Lily On The Beach (1989) y Melrose (1990), The Melrose Years presenta modificaciones en el orden original de las canciones, cambios en la instrumentación y, en general, una mayor duración. En algunos casos el resultado final de la regrabación es bastante similar pero, en otros, se añaden efectos sonoros, guitarras, teclados o percusión que lo transforman.
También se incluyen tres canciones nuevas, una por cada álbum, que no se incluyeron en los álbumes originales: «Ivory Town», aunque originalmente la intención fuera la inclusión de otra canción titulada «Ruling The Waves», descartada inicialmente para Optical Race y «Pearl River» para Lily On The Beach ambas coescritas por Edgar Froese y Paul Haslinger. «The Back Of Beyond», inicialmente descartada en Melrose, es una composición de Edgar Froese.

## Lista de temas
| Optical Race - The Re-recordings 2003 |                         |                                           |          |  |
| N.º                                   | Título                  | Escritor(es)                              | Duración |  |
| 1.                                    | «Atlas Eyes»            | Edgar Froese Paul Haslinger               | 4:10     |  |
| 2.                                    | «Cat Scan»              | Edgar Froese Paul Haslinger               | 5:31     |  |
| 3.                                    | «Mothers Of Rain»       | Edgar Froese Paul Haslinger               | 5:06     |  |
| 4.                                    | «The Midnight Trail»    | Edgar Froese Paul Haslinger               | 5:49     |  |
| 5.                                    | «Twin Soul Tribe»       | Edgar Froese Paul Haslinger               | 4:40     |  |
| 6.                                    | «Turning Off The Wheel» | Edgar Froese Paul Haslinger               | 6:09     |  |
| 7.                                    | «Optical Race»          | Edgar Froese Paul Haslinger               | 3:28     |  |
| 8.                                    | «Ghazal»                | Edgar Froese Paul Haslinger               | 4:50     |  |
| 9.                                    | «Marakesh»              | Edgar Froese Paul Haslinger               | 8:18     |  |
| 10.                                   | «Sun Gate»              | Edgar Froese Paul Haslinger Ralf Wadephul | 4:43     |  |
| 11.                                   | «Ivory Town»            | Edgar Froese Paul Haslinger               | 4:46     |  |
| 57:30                                 |                         |                                           |          |  |

| Lily On The Beach - The Re-recordings 2003 |                             |                             |          |  |
| N.º                                        | Título                      | Escritor(es)                | Duración |  |
| 1.                                         | «Lily On The Beach»         | Edgar Froese Paul Haslinger | 4:14     |  |
| 2.                                         | «Crystal Curfew»            | Edgar Froese Paul Haslinger | 5:23     |  |
| 3.                                         | «Desert Drive»              | Edgar Froese Paul Haslinger | 3:49     |  |
| 4.                                         | «Mount Shasta»              | Edgar Froese Paul Haslinger | 4:23     |  |
| 5.                                         | «Valley Of The Kings»       | Edgar Froese Paul Haslinger | 5:04     |  |
| 6.                                         | «Radio City»                | Edgar Froese Paul Haslinger | 4:03     |  |
| 7.                                         | «Alaskan Summer»            | Edgar Froese Paul Haslinger | 3:56     |  |
| 8.                                         | «Blue Mango Cafe»           | Edgar Froese Paul Haslinger | 4:10     |  |
| 9.                                         | «Paradise Cove»             | Edgar Froese Paul Haslinger | 3:48     |  |
| 10.                                        | «Too Hot For My Chinchilla» | Edgar Froese Paul Haslinger | 3:51     |  |
| 11.                                        | «Twentynine Palms»          | Edgar Froese Paul Haslinger | 3:23     |  |
| 12.                                        | «Gecko»                     | Edgar Froese Paul Haslinger | 3:28     |  |
| 13.                                        | «Long Island Sunset»        | Edgar Froese Paul Haslinger | 6:57     |  |
| 14.                                        | «Pearl River»               | Edgar Froese Paul Haslinger | 6:05     |  |
| 62:34                                      |                             |                             |          |  |

| Melrose - The Re-recordings 2003 |                          |                             |          |  |
| N.º                              | Título                   | Escritor(es)                | Duración |  |
| 1.                               | «Three Bikes In The Sky» | Edgar Froese Paul Haslinger | 6:00     |  |
| 2.                               | «Yucatan»                | Edgar Froese Paul Haslinger | 5:23     |  |
| 3.                               | «Rolling Down Cahuenga»  | Edgar Froese Paul Haslinger | 6:47     |  |
| 4.                               | «Desert Train»           | Edgar Froese Paul Haslinger | 10:23    |  |
| 5.                               | «Dolls In The Shadow»    | Jerome Froese               | 5:11     |  |
| 6.                               | «Cool At Heart»          | Edgar Froese Paul Haslinger | 6:05     |  |
| 7.                               | «Art Of Vision»          | Jerome Froese               | 5:32     |  |
| 8.                               | «Electric Lion»          | Edgar Froese Paul Haslinger | 8:16     |  |
| 9.                               | «The Back Of Beyond»     | Edgar Froese                | 7:45     |  |
| 10.                              | «Melrose»                | Jerome Froese               | 5:43     |  |
| 67:05                            |                          |                             |          |  |

## Personal
- Edgar Froese - composición, teclados, guitarras, producción y diseño de cubierta
- Jerome Froese - composición, teclados, guitarras, ingeniería de sonido y masterización
- Mark Hornby - guitarra
- Iris Camaa - percusión
- Linda Spa - saxofón, flauta y teclados
- Jack Liberty - interpretación
- Lerk Andebracht - interpretación